# Division 1 1982-1983
La Division 1 1982-1983 è stata la 45ª edizione della massima serie del campionato francese di calcio, disputato tra il 10 agosto 1982 e il 3 giugno 1983 e concluso con la vittoria del Nantes, al suo sesto titolo.
Capocannoniere del torneo è stato Vahid Halilhodžić (Nantes) con 29 reti.

## Stagione

### Avvenimenti
Le prime battute del torneo videro l'alternarsi in vetta alla classifica del Tolosa, primo a punteggio pieno dopo tre gare, del Lens e del Nantes, con a seguire il Bordeaux. Dalla decima giornata i Canaris assunsero definitivamente il comando della classifica, ritrovandosi a +4 sul Bordeaux nel giro di poche gare e concludendo il girone di andata con il medesimo distacco sui girondini.
Per tutto il girone di ritorno il Nantes tenne a distanza il Bordeaux, arrivando a +7 con l'inizio di febbraio e gestendo il vantaggio fino al 20 maggio, quando una vittoria in casa contro il Nancy e la contemporanea sconfitta dei rivali a Rouen consegnò al Nantes il sesto titolo con due gare di anticipo.
Oltre al Bordeaux, ottennero l'accesso in Coppa UEFA il Lens e il Laval, che approfittarono di una serie di risultati negativi ottenuti dal Monaco nelle ultime giornate, nonché del posto lasciato libero dal Paris Saint-Germain, qualificato in Coppa delle Coppe come vincitore della Coppa di Francia.
All'ultima giornata l'Olympique Lione e il Mulhouse persero definitivamente il contatto del Tours, retrocedendo direttamente in seconda divisione. A esse si aggiunsero anche i diretti concorrenti, sconfitti ai play-out dal Nîmes.

## Classifica finale
|  | Pos. | Squadra             | Pt | G  | V  | N  | P  | GF | GS | DR  |
|  | ---- | ------------------- | -- | -- | -- | -- | -- | -- | -- | --- |
|  | 1.   | Nantes              | 58 | 38 | 24 | 10 | 4  | 77 | 29 | +48 |
|  | 2.   | Bordeaux            | 48 | 38 | 20 | 8  | 10 | 67 | 48 | +19 |
|  | 3.   | Paris Saint-Germain | 47 | 38 | 20 | 7  | 11 | 66 | 49 | +17 |
|  | 4.   | Lens                | 44 | 38 | 18 | 8  | 12 | 64 | 55 | +9  |
|  | 4.   | Laval               | 44 | 38 | 15 | 14 | 9  | 42 | 41 | +1  |
|  | 6.   | Monaco              | 43 | 38 | 14 | 15 | 9  | 55 | 35 | +20 |
|  | 7.   | Nancy               | 41 | 38 | 17 | 7  | 14 | 74 | 61 | +13 |
|  | 8.   | Auxerre             | 38 | 38 | 12 | 14 | 12 | 56 | 48 | +8  |
|  | 9.   | Metz                | 37 | 38 | 13 | 11 | 14 | 66 | 67 | -1  |
|  | 10.  | Brest               | 37 | 38 | 11 | 15 | 12 | 53 | 63 | -10 |
|  | 11.  | Tolosa              | 36 | 38 | 15 | 6  | 17 | 52 | 66 | -14 |
|  | 12.  | Sochaux             | 35 | 38 | 9  | 17 | 12 | 52 | 53 | -1  |
|  | 13.  | Lilla               | 34 | 38 | 13 | 8  | 17 | 38 | 45 | -7  |
|  | 14.  | Saint-Étienne       | 34 | 38 | 11 | 12 | 15 | 41 | 52 | -11 |
|  | 15.  | Strasburgo          | 33 | 38 | 11 | 11 | 16 | 40 | 51 | -11 |
|  | 16.  | Rouen               | 32 | 38 | 11 | 10 | 17 | 45 | 54 | -9  |
|  | 17.  | Bastia              | 32 | 38 | 9  | 14 | 15 | 41 | 52 | -11 |
|  | 18.  | Tours               | 31 | 38 | 12 | 7  | 19 | 58 | 68 | -10 |
|  | 19.  | Olympique Lione     | 28 | 38 | 11 | 6  | 21 | 57 | 77 | -20 |
|  | 20.  | Mulhouse            | 28 | 38 | 10 | 8  | 20 | 46 | 76 | -30 |

Legenda:
      Campione di Francia ed ammessa alla Coppa dei Campioni 1983-1984.
      Ammesse alla Coppa UEFA 1983-1984.
      Ammesse alla Coppa delle Coppe 1983-1984.
  Partecipa ai play-out.
      Retrocesse in Division 2 1983-1984.
Note:
Due punti a vittoria, uno a pareggio, zero a sconfitta.
In caso di arrivo di due o più squadre a pari punti, la graduatoria verrà stilata secondo la classifica avulsa tra le squadre interessate che prevede, in ordine, i seguenti criteri:
- Differenza reti generale.
- Reti realizzate in generale.

### Squadra campione
| Formazione tipo | Giocatori (presenze)            |
| --- | ------------------------------- |
| Bertrand-Demanes Ayache Tusseau Rio Bossis Adonkor Muller Touré Amisse Baronchelli Halilhodžić                                                   | Jean-Paul Bertrand-Demanes (38) |
| Bertrand-Demanes Ayache Tusseau Rio Bossis Adonkor Muller Touré Amisse Baronchelli Halilhodžić                                                   | Thierry Tusseau (37)            |
| Bertrand-Demanes Ayache Tusseau Rio Bossis Adonkor Muller Touré Amisse Baronchelli Halilhodžić                                                   | William Ayache (35)             |
| Bertrand-Demanes Ayache Tusseau Rio Bossis Adonkor Muller Touré Amisse Baronchelli Halilhodžić                                                   | Maxime Bossis (35)              |
| Bertrand-Demanes Ayache Tusseau Rio Bossis Adonkor Muller Touré Amisse Baronchelli Halilhodžić                                                   | Patrice Rio (31)                |
| Bertrand-Demanes Ayache Tusseau Rio Bossis Adonkor Muller Touré Amisse Baronchelli Halilhodžić                                                   | Seth Adonkor (37)               |
| Bertrand-Demanes Ayache Tusseau Rio Bossis Adonkor Muller Touré Amisse Baronchelli Halilhodžić                                                   | Oscar Muller (29)               |
| Bertrand-Demanes Ayache Tusseau Rio Bossis Adonkor Muller Touré Amisse Baronchelli Halilhodžić                                                   | José Touré (37)                 |
| Bertrand-Demanes Ayache Tusseau Rio Bossis Adonkor Muller Touré Amisse Baronchelli Halilhodžić                                                   | Bruno Baronchelli (35)          |
| Bertrand-Demanes Ayache Tusseau Rio Bossis Adonkor Muller Touré Amisse Baronchelli Halilhodžić                                                   | Loïc Amisse (35)                |
| Bertrand-Demanes Ayache Tusseau Rio Bossis Adonkor Muller Touré Amisse Baronchelli Halilhodžić                                                   | Vahid Halilhodžić (36)          |
| Altri giocatori: Fabrice Picot (30), Michel Bibard (24), Fabrice Poullain (21), Henrik Agerbeck (9), Pierre Morice (4), Michel Der Zakarian (1). |                                 |

## Spareggi

### Play-out
|       | Risultati |       | Luogo e data          |
| ----- | --------- | ----- | --------------------- |
| Tours | 1-1       | Nîmes | Tours, 10 giugno 1983 |
| Nîmes | 3-1       | Tours | Nîmes, 14 giugno 1983 |
|       |           |       |                       |

## Statistiche

### Squadre

#### Capoliste solitarie
|    | —— | ——     | —— | —— | ——   | ——     | ——     | ——     | ——  | ——     | ——     | ——     | ——     | ——     | ——     | ——     | ——     | ——     | ——     | ——     | ——     | ——     | ——     | ——     | ——     | ——     | ——     | ——     | ——     | ——     | ——     | ——     | ——     | ——     | ——     | ——     | ——     | —— |  |
|    |    | Tolosa |    |    | Lens | Nantes | Nantes | Nantes |     | Nantes | Nantes | Nantes | Nantes | Nantes | Nantes | Nantes | Nantes | Nantes | Nantes | Nantes | Nantes | Nantes | Nantes | Nantes | Nantes | Nantes | Nantes | Nantes | Nantes | Nantes | Nantes | Nantes | Nantes | Nantes | Nantes | Nantes | Nantes |    |  |
|    |    |        |    |    |      |        |        |        |     |        |        |        |        |        |        |        |        |        |        |        |        |        |        |        |        |        |        |        |        |        |        |        |        |        |        |        |        |    |  |
|    |    |        |    |    |      |        |        |        |     |        |        |        |        |        |        |        |        |        |        |        |        |        |        |        |        |        |        |        |        |        |        |        |        |        |        |        |        |    |  |
| 1ª | 2ª | 3ª     | 4ª | 5ª | 6ª   | 7ª     | 8ª     | 9ª     | 10ª | 11ª    | 12ª    | 13ª    | 14ª    | 15ª    | 16ª    | 17ª    | 18ª    | 19ª    | 20ª    | 21ª    | 22ª    | 23ª    | 24ª    | 25ª    | 26ª    | 27ª    | 28ª    | 29ª    | 30ª    | 31ª    | 32ª    | 33ª    | 34ª    | 35ª    | 36ª    | 37ª    | 38ª    |    |  |

#### Primati stagionali
Squadre
- Maggior numero di vittorie: Nantes (24)
- Minor numero di sconfitte: Nantes (4)
- Migliore attacco: Nantes (77)
- Miglior difesa: Nantes (29)
- Miglior differenza reti: Nantes (+48)
- Maggior numero di pareggi: Sochaux (17)
- Minor numero di pareggi: Tolosa e Olympique Lione (6)
- Maggior numero di sconfitte: Olympique Lione (21)
- Minor numero di vittorie: Sochaux e Bastia (9)
- Peggior attacco: Lilla (38)
- Peggior difesa: Olympique Lione (77)
- Peggior differenza reti: Mulhouse (-30)

### Individuali

#### Classifica marcatori
| Gol | Rigori |  | Giocatore                | Squadra  |
| --- | ------ |  | ------------------------ | -------- |
| 27  | 4      |  | Vahid Halilhodžić        | Nantes   |
| 24  | 8      |  | Andrzej Szarmach         | Auxerre  |
| 23  |        |  | Abdelkrim Merry Krimau   | Metz     |
| 20  |        |  | Bernard Lacombe          | Bordeaux |
| 19  | 5      |  | Jean-François Beltramini | Rouen    |
| 17  |        |  | Toni Kurbos              | Metz     |
| 17  | 2      |  | Dieter Müller            | Bordeaux |
| 16  |        |  | Yannick Stopyra          | Sochaux  |
| 14  |        |  | Jean-Marc Ferreri        | Auxerre  |
| 14  |        |  | Uwe Krause               | Laval    |
| 14  | 2      |  | Thierry Meyer            | Nancy    |
| 14  |        |  | Daniel Xuereb            | Lens     |

## Percorso dei club nelle coppe europee
| Club                | Competizione       | Risultato            | Ultimo avversario                       |
| ------------------- | ------------------ | -------------------- | --------------------------------------- |
| Monaco              | Coppa dei Campioni | Primo turno          | CSKA Sofia (0-0; 0-2 d.t.s.)            |
| Paris Saint-Germain | Coppa delle Coppe  | Quarti di finale     | Watershei Thor (2-0; 0-3 d.t.s.)        |
| Bordeaux            | Coppa UEFA         | Ottavi di finale     | Universitatea Craiova (1-0; 0-2 d.t.s.) |
| Saint-Étienne       | Coppa UEFA         | Sedicesimi di finale | Bohemians CKD Praga (0-0; 0-4)          |
| Sochaux             | Coppa UEFA         | Primo turno          | Paok Salonicco (0-1; 2-1 d.t.s.)        |